# Waldemar Staegemann

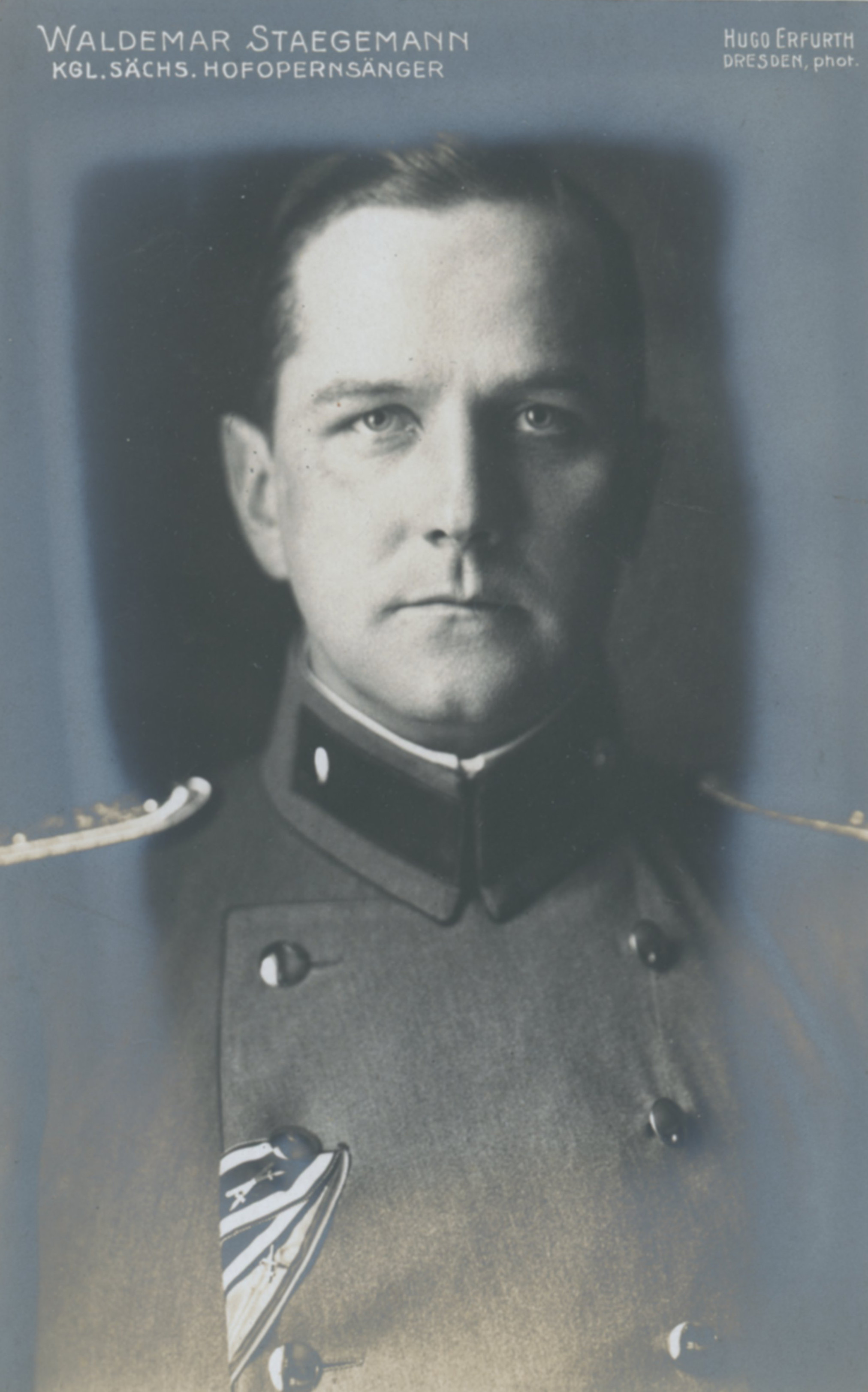
Waldemar Staegemann, Foto von Hugo Erfurth

Waldemar Ludwig Eugen Staegemann (* 21. Juli 1879 in Bad Neuhäuser bei Königsberg; † 11. Februar 1958 in Hamburg) war ein deutscher Schauspieler, Opernsänger (Bariton), Hörspielsprecher und Gesangslehrer. 

## Leben
Der Sohn des Generalintendanten der städtischen Theater Leipzigs, Max Staegemann, und dessen Ehefrau, der Violinistin Hildegard Kirchner, besuchte gemeinsam mit seinem Bruder Max das Königliche Gymnasium in Leipzig, das er Ostern 1897 mit dem Reifezeugnis verließ. Bevor er die Bühnenlaufbahn einschlug, studierte er auf Wunsch des Vaters Rechtswissenschaft an den Universitäten von Königsberg, Freiburg und Leipzig. Aufgrund seiner Dissertation über das Thema Das Zeugnis des Handlungsgehilfen (§ 73 HGB) wurde er 1903 von der Juristischen Fakultät der Universität Leipzig promoviert.
Von 1902 bis 1912 wirkte er als Schauspieler im jugendlichen Heldenfach am Königlichen Schauspielhaus in Berlin, wo er schnell zum Publikumsliebling avancierte. Am Künstlertheater war er als Ulysses Partner von Tilla Durieux in Calderóns Circe. Trotz des Erfolges als Theaterschauspieler drängte es ihn zum Musiktheater.
Nach einer Gesangsausbildung debütierte er 1912 als Bariton an der Hofoper in Dresden, wo er schon bald als umjubelter Mozartsänger wiederum große Erfolge feierte. Dem Dresdner Ensemble gehörte er bis 1936 an. Unter anderem übernahm er 1926 bei der Erstaufführung von Giacomo Puccinis Turandot die Partie des Kaisers. Gastspiele führten ihn an die großen Opernhäuser der Welt, unter anderem an das Londoner Royal Opera House und an die Pariser Oper. Auch als Konzert- und Oratoriensänger war er sehr gefragt.
Ab 1926 war er in Dresden auch als Regisseur und Oberspielleiter tätig. So fand am 3. Oktober 1930 unter seiner Regie – und mit Fritz Busch als musikalischem Leiter – die Uraufführung von Othmar Schoecks Vom Fischer un syner Fru an der Staatsoper Dresden statt, und davor, am 8. Januar 1927, dessen Penthesilea (Schoeck) nach Heinrich von Kleist unter Leitung von Hermann Kutzschbach. Ebenso führte am 29. September 1932 Staegemann die Regie bei der Uraufführung von Mr. Wu, der letzten Oper von Eugen d’Albert.
1939 nahm er seinen Abschied von der Bühne. Ab 1940 übernahm Staegemann die Gesangsausbildung an der Musikhochschule Berlin und ab 1945 war er als Gesangs- und Schauspiellehrer in Hamburg tätig. In diesen Jahren wirkte er zudem bei mehreren Fernseh- und Hörspielproduktionen mit.
Staegemann betätigte sich auch schriftstellerisch. Er veröffentlichte vorwiegend Gedichte, zumeist in sächsischer Mundart.
Waldemar Staegemann und seine Schwester, die Sopranistin Helene Staegemann (1877–1923), die später den Komponisten Botho Sigwart zu Eulenburg heiratete, waren die letzten Staegemanns, die als Nachkommen der Theaterfamilie Devrient, die Bühnenlaufbahn einschlugen.

## Schüler (Auswahl)
- Carl Bay (1927–2014)
- Manja Behrens (1914–2003)
- Jan-Geerd Buss (* 1933)
- Ruth Lange (1915–2008)
- Katharina Mayberg (1923–2007)
- Elisabeth Reichelt (1910–2001)
- Paul Schöffler (1897–1977)
- Kurt Schönbach (* 1893)
- Johannes Wieke (1913–1982)

## Tonaufnahmen
Ensembleszenen aus:
- Johann Strauss: Die Fledermaus: Herr Chevalier, ich grüße Sie ...Genug damit, genug. Mit Lotte Lehmann (Sopran), Karin Branzell (Alt), Richard Tauber (Tenor), Waldemar Staegemann (Bariton)

Dirigent: Frieder Weissmann, Chor und Orchester der Staatsoper Berlin, Aufnahme vom 17. Dezember 1928,
Label: Odeon, Matrizennummer: xxB 8266-67
- Johann Stauss: Der Zigeunerbaron: Ein Fürstenkind, Finale 2. Akt. Mit Lotte Lehmann und Grete Merrem-Nikisch (Sopran), Karin Branzell (Alt), Richard Tauber und Hans Lange (Tenor), Waldemar Staegemann (Bariton)

Dirigent: Frieder Weissmann, Chor und Orchester der Staatsoper Berlin, Aufnahme vom 17. Dezember 1928,
Label: Odeon, Matrizennummer: xxB 8268.

## Filmografie
- 1919: Verlorene Seelen (Deutschland), Regie: John B. Kirsch
- 1954: Ein Mann aus einer großen Stadt (Fernseh-Produktion, BR Deutschland), Regie: Fritz Schröder-Jahn
- 1955: Die bösen Männer (Fernseh-Produktion, BR Deutschland), Regie: Curt Goetz
- 1955: Der öffentliche Ankläger (Fernseh-Produktion, BR Deutschland), Regie: Konrad Wagner

## Hörspiele
- 1950: Albert Ballin – Regie: Hans Freundt
- 1952: Aus dem Leben eines Arztes. Der Chirurg Ferdinand Sauerbruch erzählt – Regie: Fritz Schröder-Jahn
- 1952: Das Gericht zieht sich zur Beratung zurück (Folge: Mord oder Selbstmord) – Regie: Gerd Fricke
- 1952: Fahr wohl, Benjowsky – Regie: Gert Westphal
- 1952: Das Gericht zieht sich zur Beratung zurück (Folge: Der 13. März) – Regie: Gerd Fricke
- 1952: Das Gericht zieht sich zur Beratung zurück (Folge: Das geheimnisvolle Wertpaket) – Regie: Gerd Fricke
- 1952: Liebesgeschichte ohne Geld – Regie: Hans Gertberg
- 1952: Das Gericht zieht sich zur Beratung zurück (Folge: § 170 c) – Regie: Gerd Fricke
- 1952: Der Gerichtsvollzieher – Regie: Detlof Krüger
- 1952: Das Gericht zieht sich zur Beratung zurück (Folge: Der Ankläger wird zum Verteidiger) – Regie: Gerd Fricke
- 1952: Das Gericht zieht sich zur Beratung zurück (Folge: Der Orgeldieb) – Regie: Gerd Fricke
- 1953: Das Gericht zieht sich zur Beratung zurück (Folge: Angst vor dem Vater) – Regie: Gerd Fricke
- 1953: Das Gericht zieht sich zur Beratung zurück (Folge: Einsamer alter Mann) – Regie: Gerd Fricke
- 1953: Das Gericht zieht sich zur Beratung zurück (Folge: Der Kuß in der Gartenlaube) – Regie: Gerd Fricke
- 1953: Kennwort „Unternehmen Heartbreak“ – Regie: Gerlach Fiedler
- 1953: Das Gericht zieht sich zur Beratung zurück (Folge: Das Abschiedsmahl) – Regie: Gerd Fricke
- 1953: Die Schauspielerin – Regie: Otto Kurth
- 1953: Das Gericht zieht sich zur Beratung zurück (Folge: Die Angst des Walter Reimers) – Regie: Gerd Fricke
- 1953: Sonntagsschule für Negerkinder (Die grünen Weiden) – Regie: Fritz Schröder-Jahn
- 1953: Das Gericht zieht sich zur Beratung zurück (Folge: Kindesentführung) – Regie: Gerd Fricke
- 1954: Die Suche nach dem Kaiser der Welt. Fünf Hörszenen – Regie: Detlof Krüger
- 1954: Das Gericht zieht sich zur Beratung zurück (Folge: Der große Bruder) – Regie: Gerd Fricke
- 1954: Das Gericht zieht sich zur Beratung zurück (Folge: Die feindlichen Nachbarn) – Regie: Gerd Fricke
- 1954: Das Gericht zieht sich zur Beratung zurück (Folge: Der Mann ohne Zeugnis) – Regie: Gerd Fricke
- 1954: Das Gericht zieht sich zur Beratung zurück (Folge: Die verhängnisvollen Strahlen) – Regie: Gerd Fricke
- 1954: Das Gericht zieht sich zur Beratung zurück (Folge: Im Affekt) – Regie: Gerd Fricke
- 1954: Beschlossen im Familienrat – Regie: Gerda von Uslar
- 1955: Das Gericht zieht sich zur Beratung zurück (Folge: Gesetz und Gerechtigkeit) – Regie: Gerd Fricke
- 1955: Der Freund des Mr. Lowden – Regie: Gert Westphal
- 1955: Das Gericht zieht sich zur Beratung zurück (Folge: Die Strafe vor der Tat) – Regie: Gerd Fricke
- 1955: Das Gericht zieht sich zur Beratung zurück (Folge: Böse Zungen) – Regie: Gerd Fricke
- 1956: Der Passagier vom 1. November (2. Teil: Wölfe und Schafe) – Regie: Fritz Schröder-Jahn
- 1957: Die Iden des März – Regie: Gert Westphal

## Synchronarbeiten
- 1953: Arthur Wontner als Alter Herr in Die feurige Isabella

## Veröffentlichungen
- Stegreifkinder (Gedichte), A. Hofmann & Comp. 1907
- Gedichte, Tittmann, Dresden 1919.
- Der Regenschirm. Gedichte in sächsischer Mundart, Tittmann, Dresden 1926.
- Der Pantoffel. Baul um Minna, Tittmann, Dresden 1928.
- Tagebuch (Gedichte), Tittmann, Dresden 1928.
- Die Schmiede. Volksoper in 3 Aufzügen unter freier Benutzung einer altflämischen Legende, Musik: Kurt Striegler, Dresden 1933.